# David Bennhage
David Bennhage (* 28. Dezember 1982) ist ein ehemaliger schwedischer Fußballspieler. Der Defensivspieler, der bei seinem Karrierebeginn im Erwachsenenfußball sowohl als Torwart als auch Stürmer eingesetzt wurde, bestritt in seiner Karriere über einhundert Spiele in der zweitklassigen Superettan.

## Werdegang
Bennhage entstammt der Jugend des Trollhättans FK, für den er als Torhüter 1997 im Alter von 15 Jahren in der ersten Mannschaft debütierte. Später spielte er für den IF Leikin im mittleren Amateurbereich, wo er sich als regelmäßiger Torschütze auszeichnete, ehe er beim IK Oddevold als Torhüter und Stürmer im Probetraining vorspielte. Nachdem er als Stürmer schließlich den Verein gewechselt hatte, absolvierte er parallel zu seinen Fußballaktivitäten eine Ausbildung in Sportpsychologie und -pädagogik.
2007 wechselte Bennhage zum seinerzeitigen Drittligisten Ängelholms FF, mit dem er am Ende des Jahres in die Zweitklassigkeit aufstieg. In seiner ersten Spielzeit auf dem höheren Spielniveau Ergänzungsspieler – lediglich in elf seiner 22 Saisoneinsätze stand er in der Startformation – etablierte er sich anschließend als Stammkraft. In der Spielzeit 2009 wirkte er in allen 30 Saisonspielen mit und trug mit fünf Saisontoren zum siebten Tabellenplatz bei. Zwei Jahre später erreichte der mittlerweile zum Außenverteidiger umgeschulte Bennhage mit der Mannschaft um Marcus Lindberg, Sebastian Andersson und Mikael Dahlgren als Tabellendritter die Relegationsspiele gegen den Drittletzten der Allsvenskan, Syrianska FC aus Södertälje. Nachdem im Hinspiel Andersson und Johan Blomberg zum 2:1-Erfolg getroffen hatten, gelang Andersson auch im Rückspiel ein Treffer. Damit war kurz vor Schluss beim Zwischenstand von 1:2 das Tableau ausgeglichen, ehe Bennhage zum Unglücksraben avancierte: In der Nachspielzeit verlängerte er eine Flanke ins eigene Tor, mit der 1:3-Niederlage platzten die Aufstiegshoffnungen.
Im Januar 2012 verließ Bennhage nach vier Jahren Ängelholms FF und wechselte innerhalb der Superettan zum ehemaligen Erstligisten Ljungskile SK. An der Seite von Kenny Pavey, Richard Nilsson und Joakim Runnemo war er unter Trainer Tor-Arne Fredheim auf Anhieb Stammspieler, ehe er sich im Frühjahr 2013 in einem Pokalspiel gegen IK Sirius eine langwierige Verletzung zuzog und in der Folge ohne weiteren Spieleinsatz im Kalenderjahr blieb. Zum Jahresende wechselte er zum FC Trollhättan in die drittklassige Division 1, mit dem er am Ende der Spielzeit 2014 trotz zehn Saisontoren einen Abstiegsplatz belegte.
Anfang 2016 wechselte Bennhage zum Fünftligisten Vänersborgs IF und, nachdem er dort als regelmäßiger Torschütze reüssierte und den Klub als Torschützenkönig seiner Staffel in die viertklassige Division 2 führte, verlängerte Anfang 2017 seinen Vertrag beim Klub. Nach dem Aufstieg in die Drittklassigkeit Ende 2018 beendete er seine aktive Laufbahn.